# 魔界戦記ディスガイア
『魔界戦記ディスガイア』（まかいせんきディスガイア、英：Disgaea: Hour of Darkness）は、2003年1月30日に日本一ソフトウェアより発売されたPlayStation 2用シミュレーションロールプレイングゲーム。キャラクターデザインは原田たけひと。

## 概要
『史上最凶やり込みシミュレーションRPG』と銘打つだけあり、一般的なSRPGと比べてやり込み要素が非常に多い。通常100程度のレベルの最大値は9999であり、HPは4000万超、能力値は2000万超まで成長させることができる。
アイテムの収集から全ての技の修得、自由度の高いアイテム強化、パラメータ成長率が高い状態でレベル1から育て直せる転生システムなど、全てのやり込み要素を満たすには300時間以上のプレイ時間が必要と言われる。議会の提案によって出現する隠しステージでは出現モンスターのレベルが1000を超えるものも存在し、アイテム個別にアイテム界と呼ばれるランダムダンジョンが存在するなど、「史上最凶やり込み」の名に相応しい作品となっている。
ストーリーを重視した『マール王国の人形姫』シリーズよりも、ゲーム性を高めた『ラ・ピュセル 光の聖女伝説』の方が高い評価を受けたことから、さらにゲーム性を重視して開発され、初めて10万本を超える売り上げを記録した。2004年11月3日には、廉価版『魔界戦記ディスガイア PlayStation 2 the Best』が発売されている。
2006年11月30日には「エトナ編」・新EXステージなどが追加されたPSP版『魔界戦記ディスガイア PORTABLE』が、2007年11月29日には通信対戦機能を付加したPSP廉価版『魔界戦記ディスガイア PORTABLE 通信対戦はじめました。』が、2008年6月26日にはDS版『魔界戦記ディスガイア 魔界の王子と赤い月』が、2016年2月25日にはPC版『Disgaea PC』が発売された。2018年7月26日にはNintendo Switch/PlayStation 4版『魔界戦記ディスガイア Refine』が発売された。
北米ではPS2版はAtlus U.S.A.、PSP及びDS版は日本一ソフトウェアの子会社NIS Americaから発売されており、欧州ではPS2・PSP版がKOEI LIMITED（現・TECMO KOEI EUROPE LIMITED）、DS版はSQUARE ENIX LTDから発売されている。PC版は国内・海外ともにNIS Americaからの発売となっている。
他メディア展開としては、2003年に漫画化・小説化、2006年にはアニメ化されている。マンガは神堂あらしによるコミックZERO-SUMでの連載（2003年4月号 - 12月号）の他、4コママンガとアンソロジーコミックが複数の出版社より刊行された。小説は電撃ゲーム文庫とファミ通文庫から刊行された。

## ストーリー
いつからか天界と魔界の交流は途絶え、天界では悪魔に対する偏見が広まっていた。中でも天使長ブルカノは特に悪魔を嫌っていた。そんな状況を憂えた大天使ラミントンは、友人である中ボスと協力して、天界と魔界を隔てる扉を開放させ、断たれた両者の関係を修復する計画を立てる。そしてその一環として天使見習いフロンに魔界へ行き魔王クリチェフスコイを暗殺するよう命じる。一方でラミントンの真意を理解できず、まだ見習いのフロンが暗殺者として抜擢されたことに賛同できないブルカノは、密かにフロンの後を付ける。
魔界では死んだ魔王クリチェフスコイの座を巡る争いが起こっていた。クリチェフスコイの息子ラハールは、家臣のエトナを連れてその戦いに乗り出す。そこへ天界からやって来たフロンも加わる。ラハールは反逆者達を服従させながら勢力を広げていき、ついに魔王となる。そして中ボスとの対決、迷子のペット探し、家来のプリニーとの別れ、地球勇者ゴードン一行との出会いを経て、ラハールは魔王としての度量を身に着けていく。フロンもラハールと行動を共にするうちに、反発し合っている悪魔と天使、そして人間も互いのことを理解し合えば、友人となり仲良くできるのだと確信する。一方で、フロンが魔王であるラハールに協力するところを見ていたブルカノは、そのことを度々ラミントンに密告するも、まるで相手にされず、ラミントンへの怒りと不信を募らせていく。やがてフロンを反逆者に仕立て上げ、彼女を抜擢したラミントンを大天使の座から引きずり下ろし、自分がその座に就こうと企む。
そしてブルカノの手引きで、人間界から地球軍が魔界侵略を掲げ攻めて来る。ラハールは魔王として地球軍を迎え撃つが、その中には天使兵の姿があり、地球軍の魔界侵略に天界が関わっていたことを知る。ラハール達は事の真相を知るため天界の入口へと向かい、魔界と天界を繋ぐ扉を開き大天使の座を目指す。真実が知られることに焦ったブルカノから妨害を受けるもそれを退け、ラハール達は天界の最奥でラミントンと対面し、彼に地球軍との戦いで知り得たことを伝える。ラミントンはブルカノの罪を認め、魔界侵略を手引きした罰としてブルカノを花に変える。
しかしラミントンは地球軍との戦いで天使兵を傷つけたフロンにも罪があると告げ、フロンにもブルカノと同じ罰を与える。ラミントンはブルカノの行いに責任を感じており、罪の軽いフロンにブルカノと同じ罰を与えるという理不尽な指導者をあえて演じることでラハールの怒りを買い、その場で粛清されることで今までの行いを清算しようとしていた。ラミントンの思惑通り、ラハールは罰を受け花に変えられてしまったフロンを見て激昂し、ラミントンを殺そうとする。だがラミントンを殺してもフロンは喜ばないだろうと寸前のところで思いとどまり、かつて母親が重い病にかかった自分を助けたように、自身の命を犠牲にすることでフロンを元に戻そうとする。そこへ中ボスが現れ、ラハールの行いを咎め、また花をよく見るように促す。すると花に変えられたフロンが、堕天使の姿となって蘇った。中ボスは花に変えられたのは見せかけであり、フロンへの罰はあくまで堕天使への降格であること、ラミントンの本当の狙いはラハールとフロンに閉じられていた天界の扉を開かせることにあったと告げる。
中ボスはラハールに早く一人前の魔王になれと言い残すと、人間の女性の魂と共に天に昇って行く。ラハールは中ボスの前で父親を超える立派な魔王になると宣言し、昇天する二人の魂を見守る。

## 登場人物
括弧がない声の出演はゲーム版とアニメ版で共通。

### 魔界
ラハール
声 - 水橋かおり
本作の主人公。年齢は1313歳と、主要キャラ3人の中では最年少。魔王クリチェフスコイと魔女見習いとして魔界に来た人間の間にできたハーフ悪魔で、父の後を継ぎ魔王を目指す。魔王の息子だけあって戦闘力は高く、魔界に侵攻してきた200万超の大艦隊を本気を出さずに1人で滅ぼせるほど。
当初の性格は、自己中心的・自分勝手・冷血と極めて悪魔的。愛や優しさ、明るくて前向きな言葉、ムチムチした女が大嫌い。愛を強く否定するのには母親の死が関係していることが後に明かされる。事あるごとに「愛」を語るフロンを邪険に扱うが、行動を共にするうちに気持ちが変化してゆき、ラハールは王としての度量や優しさを身につけることになる。言動は基本的にツンデレ。人にはとても言えない超恥ずかしい趣味があるらしい。
ちなみに「ラハール」という名前は火山砕屑物が水により流動性を持ち重力に引かれ流動する（火砕物重力流）現象で、水と共に山の斜面を流れ下る現象。
小説版
母親を亡くした後、父方の叔母に酷い虐待を受けた過去がある。また、ヴェスヴィオ夫婦に引き取られていた時代は語尾が「 - でしゅ」でマフラーもスカーフと言っていいほど短かった。
エトナ
声 - 半場友恵
ラハールの家来。年齢は1470歳。フロンよりもマスコット的な要素が強い。一行のツッコミ役。ラハールを凌ぐ野心家で、何よりも自由を愛し、それを邪魔しようとする者には容赦しない。隠し部屋では彼女の過去や心境が書かれた日記を見ることができる。ツルペタ体型を気にしており、特にバストサイズの話題はタブーである。
先代魔王クリチェフスコイに対して絶対的な忠誠を誓っており、PSP版・DS版で追加された「エトナ編」では、クリチェフスコイに忠誠を誓うことになった経緯が明らかにされる。
ちなみに名前の「エトナ」はイタリア南部のシチリア島にある活火山の名前。
小説版
自分のラハールへの気持ちに疑問を抱き、愛について考えるなど少々変化が見られる。また、そのことで度々フロンとぶつかり合う（ラハールのフロンへの気持ちを見守っている節もある）。その後、1度だけラハールのマフラーを奪い、ラハールを罠にはめて魔界の彼方に吹き飛ばした事で暫定的な魔王を名乗った事があるが、その時はヴェスヴィオ夫婦の宣戦布告や1匹のプリニーの暴走の対処に追われ、ラハール帰還直後に王座を返上した。
プリニー隊
声 - 間島淳司、逢坂力（アニメ版）、川野剛稔（アニメ版）
金で雇われているエトナの家来。ペンギンに似た外見をしている。中には人間界で悪事を働いた罪人の魂が入っており、働いて罪と同じだけのお金を稼ぐことにより成仏できる。武器（アニメ版では武器は魚）が入ったバッグを身に付け、投げられるとなぜか爆発する。語尾に「ッス」をつけて話す。
本来はエトナの家来だが、「家来の家来だからオレ様の家来」という理由でラハールにもこき使われている。低賃金かつ1日20時間労働・休日なし、ボーナスはイワシ1匹という重労働のため勤務意欲は低い。ドラマCDでは労働条件改善を求めストライキを実施した。
姉御肌のプリニー
声 - 水橋かおり / 斎藤千和（アニメ版）
普通のプリニーと違い赤い色をしており、また語尾に「ッス」をつけず普通に話す。フロンに薬をあげたりと、普通のプリニーとは性格も違う。
実はラハールの母親でありクリチェフスコイの妻がプリニーに転生した存在。ラハールが病にかかり、彼を治す唯一の方法として自ら命を絶ち、プリニーとして転生した。
中ボス
声 - 鈴木千尋
最近急激に勢力を伸ばしている、ナルシストな悪魔。自ら「ビューティー男爵バイアス」と名乗るが、呆れたラハールに中ボス呼ばわりされてしまう。ラハールをライバル視しつつ、ときに助言することもあるがその目的は不明。実は姉御肌のプリニー同様、ラハールと深い関係がある人物である。技名には全て「ビューティー」が付く。
エトナ編ではラハールがいないため、バイアス名義。名前を呼ばれたことに感動する。
小説版
「Returnd」で天使として転生し、オゾンと共に交換留学生として魔界に訪れる。その後、自身の妻になる前の頃のグエンを拉致した張本人のサクラと邂逅を果たし、ラハールと共闘した。
アラミス
エトナがラハールの仕事のためにと連れてきた少年。ゾンビがペット。非常に口が悪くラハールやフロンの反感を買ったが、エトナのことは「姉さま」と呼び慕っている。ペットのゾンビを回収した後は一応ラハールを認めたようで、「魔王様」と呼んでいた。
ゼニスキー
声 - 西村知道
金好きの悪魔。猪と牛を足したような姿をした巨漢。魔王クリチェフスコイの家臣（アニメ版では執事）だったが、クリチェフスコイが死んだとたんに魔王城の宝を持ち出した。成金城に軍資金を蓄えていたが、プリニー隊の給料を必要としていたラハールに強襲される。父親想いの息子・コゼニスキー（アニメ版ではコガネスキー、声 - 金田朋子）がいる。
マデラス
声 - 宮田浩徳
吸血鬼タイプの悪魔。魔王クリチェフスコイに仕えていたが、クリチェフスコイの好物である暗黒まんじゅうを盗み食いし追放された。アニメ版ではオカマ口調のキャラになっている。
ちなみに名前である「マデラス」はニカラグアにある火山の名前。
アントワール
声 - 水橋かおり
エトナ編に登場する夜魔族タイプの貴族悪魔。立場的にはマデラスの部下であるようだ。本編のウソ予告に出てきたダークドリアンズを従えている。
クリチェフスコイ
声 - 西村知道 / 鈴木千尋（アニメ版）
先代魔王で故人。ラハールの父親で、大魔王と呼ばれるほどの力の持ち主。暗黒まんじゅうをのどに詰まらせ亡くなったと伝えられるが実際は違う。
故人であるため回想でしか登場しないが、息子のラハールに対して敬語を使い、エトナや魔王城の部下からは厚く慕われるなど、非常に紳士的で王としての威厳に満ちた人物である。妻でラハールの母親である人間の女性にプロポーズに成功した時は地震を起こし、ラハールが生まれた時には喜びのあまり湖を凍らせてしまうなど、ダイナミックな一面もあったらしい。
プレネール
暗黒議会の受付を務める女性。キャラクターデザイン・原田たけひとの公式サイトの看板娘でもある。DS版、PC版では仲間にすることができる。
ニジレッド・ニジブルー・ニジイエロー
魔王の権利書争奪戦に参加した虹色戦隊ニジレンジャーのメンバー。友達が少ないため7色揃わず3人しかいない。変身中にブルーとイエローがエトナに撃たれ、代わりに金で雇った悪魔と共闘する。
サルディア
声 - 那須めぐみ（アニメ版）
ゲームでは魔王の権利書争奪戦に単身参加した自称悪魔殺し。
アニメでは立ち位置が異なりラハール一行が立ち寄った洋館の女主人でナイスバディーな悪魔使い。ラハール達をもてなすが、これは罠であり、賞金のかけられた彼らを「蛟（みずち）」と呼ばれる怪魚に始末させようとした。アニメ版5話に登場。ゲーム・アニメ共通で「…とかいないとか。」「…かもしれない。」が口癖。

### 天界
フロン
声 - 笹本優子
天使見習い。年齢は1509歳と、主要キャラ3人の中では最年長である。戦闘の際は主に魔法を扱う。
クリチェフスコイ暗殺を命じられ魔界に来たものの死去したことを知らされ、悪魔をより理解するためにラハール達と行動を共にすることを決める。穏やかで優しい性格の持ち主だがどこか抜けたところがあり、事あるごとに「愛」を語り、また天然ボケでピントのズレた発言をして周囲を振り回す。戦隊物や変身ヒーロー物、スーパーロボット物等が大好きなオタクでもある。
エトナ編では、偽の神様に騙されて愛を否定した「黒フロン」となってしまいエトナの前に立ちはだかる。
小説版
妹・オゾンとの対立や、ラハールへの恋心などが描かれるが、最終的には全て「愛です！」で片付けてしまう。
ブルカノ
声 - 宮田浩徳
天使長。天使でありながら目的のためには手段を選ばない独善的な性格。ラハールに「天使にしておくには勿体ない」と言わせるほどの悪党面をしている。ちなみに、ラミントンより老けているが年下である。
ちなみに名前である「ブルカノ」は火山の噴火様式の一つである。
ラミントン
声 - 間島淳司
天界の最高指導者である大天使。花と詩を愛し、天界の敵とされる悪魔にも愛はあると語る優しさと愛に満ちた美しい天使。フロンにクリチェフスコイの暗殺を命じるが、その真意は不明。謎の人物と何かを画策している。

### 人間界
ゴードン
声 - 飛田展男
37代目の地球勇者。とことん陽気でアメリカンヒーローのノリで行動する。正義感は強いが、力はジェニファーに劣る。
ジェニファー
声 - 斎藤千和
ゴードンの助手。10歳で博士号を取得した天才科学者で、サーズデイの製作者。古のマーシャルアーツ「カンフー」の使い手でもある。ラハールがドン引きするほどのナイスバディで、水着のような服を着ている。ラハールを「ちゃん」付けで呼ぶ。実の両親はすでに他界しており、カーター総司令の養子となった。
サーズデイ
声 - 落合祐里香
ジェニファーが5歳の時に製作した万能ロボット。変形することで巨大なランチャーになる。最終手段として自爆装置も搭載。
カーチス
声 - 鳥海浩輔
もう1人の地球勇者。本来地球勇者は1人だけで、カーチスは勝手に地球勇者を名乗っている。卑怯な手段でゴードンの仕事を奪うなどしていたが、実力は確かなものがあるため周囲にはある程度認められていたらしい。体の大部分が機械であり、繰り出す技は昔のロボットアニメのものに似ている。
かつては世界宇宙科学研究所のエリート所員として働いていたが、5年前に研究所が宇宙開発反対を唱えるテロリストに襲撃され、彼の体の7割だけでなく妻と娘も失った。テロリストはゴードンに逮捕されたが、見放されたカーチスは自分が真の地球勇者になろうとサイボーグ化した。
カーター総司令によってマインドコントロールされたジェニファーを救おうとゴードンを庇うように自爆し、死亡。そして彼の本来の性格が反映されたままの緑色のプリニーとして転生した。
ドン・ホアキン
初代地球勇者。数百年前魔王を倒すために魔界に旅立ち消息不明となる。魔王と会えないまま魔界で死亡するも勇者の使命を果たせなかった未練から霊魂となって魔界をさまよっていた。
カーター総司令
声 - 西村知道
地球防衛軍の総司令。ジェニファーの養父でもある。
表向きはラハールの撃破をゴードンに頼んでいたが、本当は地球が深刻な事態に直面していることをきっかけに魔界を乗っ取って人類を移住させるという計画を立ててゴードンたちを利用した。
別ルートでラハール達が地球にやって来て地球防衛軍本部に乗り込んでしまい、「アストロカーター」に変身して彼らを倒そうとしたが結局返り討ちにされ、ラハールは地球の王となる。

### 別の世界
超魔王バール
伝説の超魔王。ある人物によって封印されていた。条件を満たすと戦うことができるようになる。
バールは『ラ・ピュセル 光の聖女伝説』で初めて登場し、本作以降も様々な作品で登場する。
小説版
ある人物によって封印がとかれ、城下町を襲う。が、ラハールにあっさり倒されてしまい、破壊した城下町を直す羽目に。

### ゲストキャラクター
マージョリー
声 - 富沢美智恵
『マール王国の人形姫』シリーズに登場する魔女。条件を満たすと戦うことができ、倒すと仲間になる。
魔王プリエ
声 - 中原麻衣
『ラ・ピュセル 光の聖女伝説』の主人公。条件を満たすと戦うことができ、倒すと仲間になる。
ハオ・ロンイェン
味影
『炎の料理人クッキングファイター好』の登場人物達。とある話の次回予告に登場している。
魔王ゼタ
『ファントム・キングダム』の主人公。PSP版より追加される。
アデル
『魔界戦記ディスガイア2』の主人公。PSP版より追加される。
ロザリンド
『魔界戦記ディスガイア2』のキャラクター。PSP版より追加される。
アサギ
永遠の「次回作の主人公」。PSP廉価版の通信対戦モードで特定の条件を満たすと使用できるようになる。

### 小説版オリジナルキャラクター
ヤスール
ヴェスヴィオの妻で、ラハールの叔母。ジェニファーを超えるムチムチ。昔、ラハールを預かっていた時期があるらしく、そのころラハールを虐待していたようである。おかげでラハールはムチムチが苦手になってしまった。人間の血が流れているラハールが魔王であることが気に入らず、キラを使ってラハールを倒そうと画策する。鞭を使って戦い、実力はそこそこある。
ヴェスヴィオ
魔王クリチェフスコイの弟でラハールの叔父。ヤスールの夫。筋骨隆々の体にビキニと派手な蛍光ピンクのマントをしていて、一度見たら忘れられない。オカマ口調で話す。ヤスールには頭が上がらない。サクラにしつこく迫ったことがあるが、全く相手にされなかった。
シャス
ヴェスヴィオ夫婦の娘で、キラの双子の姉。年はまだ幼い。楽しそうという理由でキラに体を貸していたが、キラのしていることに疑問を持ち、キラを拒否した。現在は、ラハールでよく遊んでいる。性格はハチャメチャで、魔王城にラハールを狙った危険な罠を悪戯で仕掛けたりしており、自身が仕掛けた罠が原因でラハールの幼児退行を起こす原因にもなってしまった。ラハールの悩みのひとつ。
キラ
ヴェスヴィオ夫婦の息子で、シャスの双子の弟。実は死霊でシャスに取り付いている。かなり非情な性格でフロンとエトナの仲を裂こうとしたり、シャスを人質にしてラハールを倒そうとしたりと、なかなかの策略家。結局はフロンに浄化され、魔王暗殺未遂の罪をプリニーとして贖罪中。その期間は10万年以上で、サクラの事件の後はオゾンに連れられて天界で贖罪をするハメに。
ジェーン
ゴートンとジェニファーの娘。死霊であるキラとシャスを見分けることができる。初登場時は10歳でゴードンと前髪が似ている以外はジェニファーを縮小化させたような姿で、「ON LOVE」下巻で再登場（この時15歳）した時は髪をツインテールにしてそばかすができ、思春期を迎えた為に、ジェニファーやゴードンに強く反発し、フロンに対しても酷く冷たく接するようになっていた。。10歳の頃にキラから自分を守ってくれた事をきっかけにラハールが好きになり、15歳になってもその恋心は変わっていなかった。
オゾン
フロンの妹。天使には珍しく、愛より金派で、即物的と、姉と正反対な性格をしている。実家を家出中だった。魔王であるラハールに興味があり、フロンとよく姉妹げんかをする。天界との交換留学生として魔界に来ていたが、ラハールにふさわしい女になるためにキラを連れて天界へ一時帰った。
テール & エール
フロンとオゾンの両親。父親のテールはとても爽やか、母親のエールは何時も笑顔を絶やさない。フロンを超える「愛戦士」で、彼らの家は愛の文字で溢れている。ラハールといつまでもフロンと仲よくして欲しいと約束をした。
ヴィジャン
どこかの星の機械生命体で総数は数千万。かなりの強度で魔法を剣にかけないとまるで効かず、魔王剣を刃こぼれさせた。合体して「ヴィジャンロボ」になれるが、その姿は、元のヴィジャンを数百kmまで引き伸ばしただけである。圧倒的物量のため、ラハールとラミントンが協力しても倒せなかった。カーターのことを彼らを作った造物主と思い込んでいたが、現在は小さなフィギュアを持っていたフロンを造物主と思い込んでいる。
サクラ
珍しい剣を探して旅を続けている女性。女性だが、胸の小さい女が好き。和服を着て、腰にはカリバーンを鍛え直した正宗を携えている。剣を司るソードマスターで、魔法は使えないが、何百もの剣を同時に操ることができる。カリバーンとエクスカリバーをそろえることに執念を燃やす「剣マニア」。ラハールに匹敵する強さの上、自分の命を数人の天使兵に分けており、普通に倒しても止めをさせない。その実力で一度ラハールに勝っている。昔はラミントンの部下の天使で天使長だったが、天使は状況に応じて男と女が変わるため、ソードマスターとして目覚めた彼女は、男性要素が強くなってしまった。ラハールに負けた現在は、女性要素が一気に強くなり、ラハールに惚れて魔王城に居付いている。その後、ラハールとゼタの闘いの最中にエクスカリバーを手にした事で消滅したはずの男性要素が復活するが、その後剣に対する執着心が消え戦闘時と非戦闘時の性格の切り替えができるようになり、ラハールの完全な協力者となる。
グエン
千数百年前の人間界のある国の王の妻。ラハールが過去に来たときに出会った女性で、ラハールは彼女のことをやけに気に掛けた。実はラハールの母親で、王が持っていたエクスカリバーを手に入れるために襲ってきたサクラとともに未来の魔界へ行き、そこでサクラの奴隷になる。サクラの許から逃げ出したときにクリチェフスコイと出会いラハールが生まれた。

## システム

### キャラメイキング
ストーリーを進めることで、主要キャラクターは自動的に仲間に加わるが、暗黒議会（後述）にキャラメイキングを提案することでさまざまな能力を持ったキャラを仲間に加えることが可能。最終的には100以上の職業の中から選択することができる。また、レベルの上がったキャラクターを転生させることで、レベルは1に戻るものの成長ボーナス・能力ボーナス・スキルを受け継いだまま成長させなおすこともできる。転生を繰り返すことで、最終的にすべての技を覚え、すべてのステータスが高いというキャラクターを作ることも不可能ではないが、膨大な時間が必要になる。

### ウェポンマスタリー
全ての人間型キャラクターには、ウェポンマスタリーという武器の熟練度が設定されている。これが上昇すると武器ごとに設定されている技を覚えたり、その系統の武器を装備した時の能力が通常より多く上がる。戦士は剣や斧が上がりやすい、魔法使いは杖以外は上げにくい、などそれぞれの職業ごとに上がりやすいウェポンマスタリーは異なる。

### アイテム界
ディスガイアで入手できるアイテムの中には、広大なダンジョンが存在する。階層を降りるごとに、降りた階数分アイテムのレベルが上昇し、アイテムの能力が上昇する。しかし、降りるほど敵も強化される。また、このダンジョンは通常のステージと違い、敵を全滅させずとも次の階へ行くことができる。
また、中には「イノセント」と呼ばれる中立の魔物が住み、味方ユニットで撃破すると服従させることができる。敵ユニットに撃破されたり、「ジオエフェクト」で消滅してしまった場合は服従しないが、後に再び登場するのでその際に撃破すると服従する。イノセントは、それぞれ固有の能力を持ち、居住するアイテムにその固有能力を付加する。しかし、イノセントの移住には各アイテムごとに人数制限があるので、制限以上のイノセントを移住させることはできない。服従させたイノセントは、他のアイテムに移動させたり、同じ固有能力を持つイノセントと合体させ、人数制限に空きを作ると、別の固有能力を持つイノセントを移住させることができる。そうして、自分だけのオリジナルの能力を持つ武具を作ることができる。
ダンジョンの深度はアイテムのレア度によって異なり、ノーマルで30階、レアで60階、レジェンドで100階である。10階ごとに脱出するか、さらに奥へ進むかの選択肢が出現する。この時に脱出しないと、また10階先まで潜らなければ脱出できない。なお、「デール」という、アイテム界から何時如何なる時でも瞬時に脱出できるアイテムも存在する。また、10階ごとに「アイテム将軍」と呼ばれるユニットが登場する。外見は他の汎用ユニットと同じだが能力が高い。また、30階・60階・90階には「アイテム大王」、100階には「アイテム神」が登場する。アイテム将軍およびアイテム大王は倒さずとも先へ進めるが、これらを倒すとアイテムの成長率が底上げされ、更にアイテム大王を倒した場合はイノセントを移住できる上限が増える。ランク39のアイテム神は、潜っているアイテムのワンランク上のアイテム（最上級アイテム）を持ち、ほとんどの最上級アイテムはアイテム神から盗む以外入手できない。また、最上級アイテムには「アイテム神2」が出現し、潜っている最上級武器と同じものを持っている。

### 暗黒議会
魔王城にいるプレネールというキャラクターに話しかけると、暗黒議会に行くことができる。暗黒議会では敵を倒すことで入手できる「マナ」を使用して、さまざまな議題を提案することができる。提案できる議案は、提案したキャラクターのクラスにより変わっていく。初期のうちは「新しいキャラクターを作る」や「お店にもっと強いものがほしい」などという必要マナの少ない小さな議案しか提案できないが、昇格試験を受け悪魔としての格をあげることで「転生する」や「ゲートを開く」などといった高レベルの提案が可能になる。提案された議案は魔物による多数決により可否が決まるが、魔物の発言力はその魔物のレベルに比例しているため、強い魔物を買収することで議案を可決させやすくすることができる。また、否決された後に力ずくで議案を通すことも可能だが、議員の心象が悪くなるので注意。なお、ある条件を満たした状態でラハールに提案させた場合、否決されることはほとんどなくなる。

### ジオエフェクト
ディスガイアのマップ上にはさまざまな色で点滅するパネルがあり、これを「ジオパネル」という。ジオパネルの上には「ジオシンボル」という四角錐の形をしたユニットが存在することがある。これはそれぞれが「攻撃力+50%」や「無敵」などの特殊な効果を秘め、ジオシンボルが乗るジオパネルと同色のパネルすべてに効果をもたらす。ジオパネルによる効果は大きく、これをうまく利用することで難易度が劇的に変化するステージも多い。
また、ジオパネル上でシンボルを破壊すると、ジオパネルの色がジオシンボルの色に変化したり（パネルとシンボルが同色時は変化せず）、消滅の属性を持つジオシンボルだった場合はジオパネル自体が消滅する。これをうまく組み合わせてシンボルを消すことで「連鎖」を起こすことができる。連鎖を起こすことでステージクリア後のボーナスが増加するので、うまく利用したいシステムの一つである。

### PSP版の追加要素
- エトナが主人公となる「エトナ編」の追加。
- 聴いたことのあるBGMが買えるようになる「音楽屋」の追加。買ったBGMをアイテム界のBGMに設定することもできる。
- 集めたアイテムや与えたダメージなどを記録できる「記録屋」の追加。

### PSP廉価版の追加要素
PSP版に以下の要素が追加されている。
- ワイヤレス通信による通信対戦機能。
- PSP版のセーブデータのコンバート（コンバートしたデータはPSP版では使用できなくなる）。
- 戦闘演出のON/OFFが可能に。

### DS版の変更点
PSP廉価版が基本となっているが、DSカードとUMDの容量の違いなどから、以下の変更が加えられている。
- イベント中にプリニーの突っ込みが入るプリニーコメンタリーの追加（ON/OFF可能）。
- 一部シナリオマップの変更（大量の敵と戦うマップで敵の数が減っているなど）。
- 弟子作成可能数の変更（PS2：104人→DS：35人）。
- デモイベントのボイスカット。
- 多くの技でエフェクトが簡素化、または一部カットされた。
- 冒頭ナレーションを若本規夫に変更。
- 次回予告を一新。
- ボーカル曲のインストゥルメンタルへの変更。

### PC版の追加・変更点
PSPオリジナル版が基本となっており、通信対戦は収録されていない。
- 顔グラフィック、バストアップグラフィック、ウインドウ、文字などのインターフェースが高解像度版と切り替え可能に。
- キャラクターのドット絵にフィルタをかけるオプションとマップテクスチャを新規のものに切り替えるオプションが追加。
- 3D部分にシャドウ、ぼかし、被写界深度、スクリーンスペースアンビエントオクルージョン（SSAO）、ノーマルマップの各種フィルタオプションが追加。
  - 後者2つは新規のマップテクスチャ選択時のみ選択できる。
- 他にV Sync、CPU最適化などのオプションが追加。
- 日本語に加え、英語音声、英語字幕、中国語字幕、韓国語字幕が追加。Steamのオプションから選択できる。
- キーボードとマウスでのプレイに対応。

## スタッフ
- 企画 - 日本一ソフトウェア
- シナリオ - 新川宗平
- ゲームデザイン・メインプログラム - 小林良綱
- キャラクターデザイン - 原田たけひと
- 音楽 - 佐藤天平
- ディレクター - 小林良綱
- プロデューサー - 新川宗平

## 主題歌
全て作詞 - 新川宗平、作曲 - 佐藤天平
挿入歌
- 戦友（とも）よ - 佐藤天平
- 赤い月 - YURIA

エンディングテーマ
- 幸せの花 - 松浦桜子
- ラハール様の賛美歌 - YURIA
- エトナ・ブギ - HARU
- 悲劇のマリオネット - 柚楽弥衣
- おお、我が素晴らしき人生よ - 高橋淳
- 悪夢のヒロイン - MIKI

## インターネットラジオ
ゲーム発売時とアニメ放送前にそれぞれラジオ番組が配信された。

### 魔界戦記ディスガイア×ラジオ
ゲーム発売を記念して、2002年12月よりインターネットラジオ配信サイト「ラジ＠（ラジアット）」で配信された。全4回。パーソナリティーはラハール役の水橋かおり。
2003年春には、未配信回（ゲスト：日本一ソフトウェア・新川宗平プロデューサー）を追加したラジオCD（非売品）のプレゼントキャンペーンが、ラジオ配信サイトや一部店舗で実施された。
配信日およびゲスト
第1回：2002年12月27日 ゲストなし
第2回：2003年1月30日 半場友恵（エトナ役）
第3回：2003年2月14日 笹本優子（フロン役）
第4回：2003年2月28日 鈴木千尋（中ボス役）

### 魔界へようこそ!!
「アニメ化決定! 魔界戦記ディスガイア応援情報番組」と銘打ち、2005年11月11日より公式サイトで配信されたポッドキャスト番組。隔週金曜日配信、全11回。
ゲスト
第5回：水橋かおり・半場友恵・笹本優子

## テレビアニメ
2006年4月から6月までUHFアニメとして全12話が放送された。ゲームとは若干シナリオが異なるが、アニメの最終回はゲームのプリニーエンドにあたる。
中京圏においては、岐阜県域局・岐阜放送と広域放送局・中部日本放送の2局で放送されたが、これは日本一ソフトウェアが岐阜県各務原市に所在するためと見られる（放送スケジュールも開始当初は岐阜放送が最速となっていた）。
なお、2006年3月19日にTVアニメ化記念イベント「魔界最凶集会」が星陵会館（東京都千代田区）で開催された。内容はアニメ第1話の先行上映およびトークショー（出演 - 水橋かおり、笹本優子、鈴木千尋、間島淳司、落合祐里香）で、イベントの模様はDVD第1巻に映像特典として収められている。

### スタッフ
- 監督 - 井硲清高
- シリーズ構成 - 冨岡淳広
- キャラクターデザイン・総作画監督 - 加野晃
- デザイン協力 - コレサワシゲユキ
- 色彩設計 - 大槻浩司
- 美術監督 - 清水順子
- 美術設定 - 小林徳光
- CGディレクター - 内堀裕史
- 撮影監督 - 石塚知義
- 編集 - 辺見俊夫
- 音楽監督 - 渡辺淳
- 音楽 - 佐藤天平
- プロデューサー - 古瀬和也、笹木理加、西村潤、新川宗平
- アニメーションプロデューサー - 井口憲明
- アニメーション制作 - OLM TEAM IGUCHI
- 製作 - 暗黒議会

### 主題歌（アニメ）
オープニングテーマ「愛したげる」
作詞・作曲 - aya / 編曲 - Akihiro / 歌 - LOVERIN TAMBURIN
エンディングテーマ「鎖り」
作詞 - 美咲ひいろ / 作曲 - 川上彬子 / 編曲 - 高橋KATSU / 歌 - 川上彬子

### 各話リスト
| 話数 | サブタイトル                  | 脚本       | 絵コンテ          | 演出     | 作画監督                 |
| ---- | ----------------------------- | ---------- | ----------------- | -------- | ------------------------ |
| 1    | 眠れるゴミ捨て場の王子        | 冨岡淳広   | 井硲清高          | 井硲清高 | 本田隆                   |
| 2    | 中ボス落ちてケライがふえた    | 冨岡淳広   | 井硲清高          | 中川聡   | 木下和栄                 |
| 3    | おいでませ魔界秘宝館          | 北条千夏   | 中村憲由 井硲清高 | 阿宮正和 | Ji Dong-Jae              |
| 4    | 成金城の大岡裁き!?            | 国沢真理子 | 大庭秀昭          | 牧野行洋 | 柴田志朗                 |
| 5    | 魅惑のダンジョン…かもしれない | 三浦浩児   | 西村博昭          | 西村博昭 | はっとりますみ           |
| 6    | エトナの恥ずかしいヒ・ミ・ツ  | 北条千夏   | 中川聡            | 中川聡   | 木下和栄                 |
| 7    | 魔界兄妹                      | 国沢真理子 | 中村憲由          | 横田和善 | Ji Dong-Jae              |
| 8    | プリニーの一番長い日ッス!     | 三浦浩児   | 近橋伸隆          | 近橋伸隆 | 高木信一郎               |
| 9    | 宇宙戦艦ガルガンチュワ        | 冨岡淳広   | 中村憲由 井硲清高 | 阿宮正和 | Ji Dong-Jae Kim Dae-hoon |
| 10   | 明日の勇者はキミだ!           | 国沢真理子 | 中川聡            | 中川聡   | 木下和栄                 |
| 11   | 赤い月が照らす夜              | 北条千夏   | 牧野行洋          | 牧野行洋 | 高木信一郎               |
| 12   | 愛…戦いの果てに               | 三浦浩児   | 井硲清高          | 井硲清高 | 飯野利明                 |

### 放送局
| 放送地域   | 放送局       | 放送期間                | 放送日時           | 放送系列  | 備考                    |
| ---------- | ------------ | ----------------------- | ------------------ | --------- | ----------------------- |
| 岐阜県     | 岐阜放送     | 2006年4月4日 - 6月28日  | 火曜 24:15 - 24:45 | 独立UHF局 |                         |
| 千葉県     | チバテレビ   | 2006年4月4日 - 6月21日  | 火曜 26:00 - 26:30 | 独立UHF局 |                         |
| 埼玉県     | テレ玉       | 2006年4月6日 - 6月23日  | 木曜 26:00 - 26:30 | 独立UHF局 |                         |
| 神奈川県   | tvk          | 2006年4月6日 - 6月23日  | 木曜 26:15 - 26:45 | 独立UHF局 |                         |
| 近畿広域圏 | 毎日放送     | 2006年4月22日 - 7月8日  | 土曜 26:55 - 27:25 | TBS系列   | 『アニメシャワー』第3部 |
| 中京広域圏 | 中部日本放送 | 2006年4月27日 - 7月13日 | 木曜 27:00 - 27:30 | TBS系列   |                         |
| 日本全域   | AT-X         | 2006年5月2日 - 7月18日  | 火曜 11:30 - 12:00 | CS放送    | リピート放送あり        |

### DVD
| タイトル                               | 収録話     | 発売日         | 品番      | 時間 |
| -------------------------------------- | ---------- | -------------- | --------- | ---- |
| 魔界戦記ディスガイア VOL.1             | 1話、2話   | 2006年7月26日  | GNBA-7201 | 46分 |
| 魔界戦記ディスガイア VOL.2             | 3話、4話   | 2006年8月30日  | GNBA-7202 | 46分 |
| 魔界戦記ディスガイア VOL.3             | 5話、6話   | 2006年9月27日  | GNBA-7203 | 48分 |
| 魔界戦記ディスガイア VOL.4             | 7話、8話   | 2006年10月25日 | GNBA-7204 | 48分 |
| 魔界戦記ディスガイア VOL.5             | 9話、10話  | 2006年11月29日 | GNBA-7205 | 48分 |
| 魔界戦記ディスガイア VOL.6             | 11話、12話 | 2006年12月27日 | GNBA-7206 | 48分 |
| 発売元 - ジェネオン エンタテインメント |            |                |           |      |

| タイトル                                                                               | 発売日        | 時間  | 収録話     | サブタイトル                                     |
| -------------------------------------------------------------------------------------- | ------------- | ----- | ---------- | ------------------------------------------------ |
| Disgaea DVD Vol. 1 The Netherworld Prince                                              | 2007年1月9日  | 100分 | Episode 1  | The Sleeping Prince in the Garbage Dump          |
| Disgaea DVD Vol. 1 The Netherworld Prince                                              | 2007年1月9日  | 100分 | Episode 2  | Scratch 1 Mid-boss, Add 1 Vassal                 |
| Disgaea DVD Vol. 1 The Netherworld Prince                                              | 2007年1月9日  | 100分 | Episode 3  | Welcome to the Netherworld Hall of Treasures     |
| Disgaea DVD Vol. 1 The Netherworld Prince                                              | 2007年1月9日  | 100分 | Episode 4  | A Solomon-style Judgement at the Dinero Castle?! |
| Disgaea DVD Vol. 2 The Netherworld Story                                               | 2007年3月13日 | 100分 | Episode 5  | A Dungeon of Temptation…Maybe                    |
| Disgaea DVD Vol. 2 The Netherworld Story                                               | 2007年3月13日 | 100分 | Episode 6  | Etna’s Embarrassing Secret                       |
| Disgaea DVD Vol. 2 The Netherworld Story                                               | 2007年3月13日 | 100分 | Episode 7  | Netherworld Siblings                             |
| Disgaea DVD Vol. 2 The Netherworld Story                                               | 2007年3月13日 | 100分 | Episode 8  | The Prinnies Longest Day                         |
| Disgaea DVD Vol. 3 The Netherworld War                                                 | 2007年5月8日  | 100分 | Episode 9  | Space Battleship Gargantua                       |
| Disgaea DVD Vol. 3 The Netherworld War                                                 | 2007年5月8日  | 100分 | Episode 10 | A Night Lit Up by the RedMoon                    |
| Disgaea DVD Vol. 3 The Netherworld War                                                 | 2007年5月8日  | 100分 | Episode 11 | The Defender of Tomorrow is You                  |
| Disgaea DVD Vol. 3 The Netherworld War                                                 | 2007年5月8日  | 100分 | Episode 12 | Love... After the Fighting is Over               |
| 発売元 - ジェネオン エンタテインメント、言語 - 1.日本語・2.英語、字幕 - 1.英語・2.英語 |               |       |            |                                                  |

## 関連商品

### CD
魔界戦記ディスガイア デジタル原画集
発売日：2003年3月12日 / 発売：日本一ソフトウェア / ※イラスト350点以上、ラフスケッチ100点以上収録
魔界戦記ディスガイア アレンジサウンドトラック
発売日：2003年6月28日 / 発売：ムービック / 品番：MACM-2028
魔界戦記ディスガイア ドラマCD
発売日：2003年7月2日 / 発売：サイトロン・デジタルコンテンツ / 品番：SCDC-00278
ゲストとして、『マール王国の人形姫』シリーズのマージョリー（声 - 富沢美智恵）とミャオ（声 - 田村ゆかり）が出演。
TVアニメ「魔界戦記ディスガイア」 オリジナルサウンドトラック
発売日：2006年8月30日 / 発売：ジェネオン エンタテインメント / 品番：GNCA-1103

### DVD
魔界戦記ディスガイア 〜魔界への招待状〜
発売日：2006年2月23日 / 発売：ジェネオン エンタテインメント / 品番：GNBA-7200
TVアニメのプロモーション映像（ロング/ショートバージョン）、新川宗平（ゲームプロデューサー）と水橋かおり（ラハール役）のスペシャルトークを収録。

### 作品ガイド
- 魔界戦記ディスガイア ザ・マスターガイド (メディアワークス、ISBN 4-8402-2303-3)
- 魔界戦記ディスガイア ザ・コンプリートガイド (メディアワークス、ISBN 4-8402-2337-8)
- 魔界戦記ディスガイア キャラクターコレクション (メディアワークス、ISBN 4-8402-2425-0)
- アニメファンブック 魔界戦記ディスガイア 〜魔界への誘い〜 （幻冬舎コミックス、ISBN 978-4-344-80909-3)
- 魔界戦記ディスガイア10周年記念 メモリアルブック（SBクリエイティブ、ISBN 4-7973-7426-8）

### 小説
- 魔界戦記ディスガイア （秋倉潤奈 著、電撃ゲーム文庫、ISBN 4-8402-2315-7）
- 魔界戦記ディスガイア ENTER THE MAOH （神代創 著、ファミ通文庫、ISBN 4-7577-1514-5）
- 魔界戦記ディスガイア 魔界で転生♪ （安曽了 著、電撃ゲーム文庫、ISBN 4-8402-2473-0）
- 魔界戦記ディスガイア REVELATIONS （神代創 著、ファミ通文庫、ISBN 4-7577-1636-2）
- 魔界戦記ディスガイア RETURNED （神代創 著、ファミ通文庫、ISBN 4-7577-1751-2）
- 魔界戦記ディスガイア ONLOVE（上） （神代創 著、ファミ通文庫、ISBN 4-7577-2038-6）
- 魔界戦記ディスガイア ONLOVE（下） （神代創 著、ファミ通文庫、ISBN 4-7577-2104-8）
- 魔界戦記ディスガイア BATTLE OF MAOHS （神代創 著、ファミ通文庫、ISBN 4-7577-2492-6）
- 魔界戦記ディスガイア HEART OF THE MAOH （神代創 著、ファミ通文庫、ISBN 4-7577-3087-X）
- 魔界戦記ディスガイア SCHOOL OF THE MAOH （神代創 著、ファミ通文庫、ISBN 4-7577-3754-8）
- 魔界戦記ディスガイア THREE DASH! （神代創 著、ファミ通文庫、ISBN 4-7577-4445-5）
- 魔界戦記ディスガイア WAR OF PRINNY （神代創 著、ファミ通文庫、ISBN 4-0472-6201-3）
- 魔界戦記ディスガイア MAOH OF THE DEAD （神代創 著、ファミ通文庫、ISBN 4-0472-7588-3）
- 魔界戦記ディスガイア 〜魔王だらけの時空迷子〜（衆堂ジョオ 著、桜ノ杜ぶんこ、ISBN 4-8919-9291-3）
- 魔界戦記ディスガイア 〜史上最凶の四面楚歌〜（衆堂ジョオ 著、桜ノ杜ぶんこ、ISBN 4-8919-9326-X）

### 漫画
- 魔界戦記ディスガイア （神堂あらし 著、ZERO-SUMコミックス、ISBN 4-7580-5056-2）
- 魔界戦記ディスガイア 4コマKINGDOM (双葉社、ISBN 4-575-93834-3)
- 魔界戦記ディスガイア 4コマKINGDOM vol.2 (双葉社、ISBN 4-575-93846-7)
- 魔界戦記ディスガイア 4コママンガ劇場 (スクウェア・エニックス、ISBN 4-7575-0955-3)
- 魔界戦記ディスガイア 4コママンガ劇場 第2巻 (スクウェア・エニックス、ISBN 4-7575-1182-5)
- 魔界戦記ディスガイア 4コマKINGS (スタジオDNA、ISBN 4-7580-0114-6)
- 魔界戦記ディスガイア コミックアンソロジー (スタジオDNA、ISBN 4-7580-0103-0)
- 魔界戦記ディスガイア アンソロジーコミック (エンターブレイン、ISBN 4-7577-1518-8)
- 魔界戦記ディスガイア アンソロジーコレクション (ジャイブ、ISBN 4-902314-01-0)

## 反響
本作の大ヒットに伴いメディアミックスが展開され、移植版や英語版のほかにも続編やスピンオフも制作され、ディスガイアシリーズとしてシリーズ化した。
シナリオを担当した新川宗平は、4Gamer.netとのインタビューの中で、「自分がシナリオを書いておいてなんだが、本作は日本のアニメや漫画のパロディが詰め込まれていたため、まさか海外でヒットするとは思っていなかった」と述べている。

### 評価
本作はIGNのThe Best of 2003にて、 "Best Game No One Played"部門とリーダーズ・チョイス部門で1位を獲得し、 "Best Strategy Game"部門で2位を獲得した。

オーストラリアのゲーム雑誌ハイパーのダニエル・ウィルクスPSP版について「ストラテジーゲームとして完成度が高い上、面白おかしくも壮大なストーリーを楽しめる作品」と評した。

Electronic Gaming Monthlyでの評価は 8.5/8/7.5 であり、同誌のシェーン・ベッテンハウゼンは「この瞬間、ディスガイアというカルト的な名作が生まれた。このゲームは、クリエイティブで挑戦的で、面白おかしく、それがRPGの愛好者を引き付けるのに値する」と評価する一方、「やりこみがいのあるシステムと、予測できないユーモアが、古風なグラフィック上の汚点をカバーしている。本作は初代Playstationでできなかったことをやってみせたわけではない」と指摘している。

本作のGameSpyのGame of the YearのPS2部門のうち9位にランクインし、 "Strategy Game of the Year"を受賞した。